# Animal House (film)
Animal House (National Lampoon's Animal House) è un film del 1978 diretto da John Landis.
La pellicola segna la prima collaborazione tra il regista e l'attore John Belushi, che due anni più tardi si ripeterà, con il fondamentale apporto dell'amico e sodale Dan Aykroyd, per The Blues Brothers.
Nel 2000 l'American Film Institute l'ha inserito al trentaseiesimo posto nella lista delle migliori cento commedie americane di tutti i tempi. Nel 2001 è stato scelto per la conservazione nel National Film Registry della Biblioteca del Congresso degli Stati Uniti.

## Trama
Università di Faber, 1962. Le matricole Larry Kroger e Kent Dorfman sono impazienti di essere scelti da una confraternita, per cui vanno all'incontro con le matricole dell'Università. Inizialmente, bussano alla porta della Confraternita Omega Theta Pi (ΩΘΠ) composta da ricchi studenti alquanto snob diretta dallo scaltro Gregory "Greg" Marmalard e dal comandante e cadetto del ROTC (Reserve Officers' Training Corps) Douglas "Doug" Niedermeyer. Nonostante sembrino gentili e cordiali, così come Mandy Pepperidge la fidanzata di Marmalard e la sua amica Barbara "Babs" Jensen addette al riconoscimento delle matricole, già gli Omega hanno visto che Larry e Kent non sono "materiale" per la loro confraternita, prendendoli in giro per il loro aspetto e mettendoli da una parte assieme ad altri studenti scartati, ma intuiscono però un forte potenziale in una giovane matricola di nome Chip Diller che viene preso a benvolere da Marmalard.
Rimasto deluso dall'esclusione, Larry viene consolato da Kent che lo porta in un'altra confraternita, i Delta Tau Chi (ΔΤΧ), composta da una sgangherata combriccola di studenti che vivono ai margini dell'università, senza alcun rispetto per le regole del campus e spesso con una condotta ben al di là dei limiti della legge; nonostante la scarsa reputazione accademica, i Delta, accolgono le due matricole a suon di birre e immersi in un'atmosfera molto allegra rispetto all'ambiente snob degli Omega: tra di loro ci sono John "Bluto" Blutarsky sergente alle armi della Confraternita, Eric "Otter" Stratton rubacuori e playboy del gruppo, il presidente della confraternita Robert Hoover, l'amico di Stratton Donald "Boon" Schoenstein, la sua fidanzata Katy sempre arrabbiata con Boon perché non prende sul serio la loro relazione e il motociclista e meccanico dei Delta Daniel "D-Day" Simpson Day. Sia Larry sia Kent vengono accettati nei Delta ottenendo anche un nuovo nome: "Pinto" per Larry e "Sogliola" (in inglese Flounder) per Kent.
La vita nel campus della Faber ci mostra da subito la netta divisione tra gli Omega e i Delta: gli Omega vengono visti come i migliori, diventando anche confidenti del rettore Vernon Wormer, mentre i Delta sono universalmente ritenuti i peggiori del college. Durante un incontro con Marmalard, Wormer incarica gli Omega di fare in modo che i Delta vengano scacciati dalla scuola e a ristabilire l'ordine ponendoli sotto un speciale "doppio controllo segreto" ed incaricando Niedermeyer, tramite Marmalard, di spiare le loro attività. Ad attenuare un po' il clima oppressivo del campus ci sono le lezioni di letteratura inglese del professor Dave Jennings.
Una prima schermaglia tra le due confraternite, in cui è coinvolto Sogliola, si ha durante un breve addestramento del ROTC, dove Niedermeyer lo punisce senza alcuna ragione, mandandolo a lavorare nelle stalle. In suo aiuto, Boon e Otter lanciano contro Niedermeyer delle palle da golf che alla fine colpiscono prima il cavallo di Niedermeyer, Trooper, facendolo imbizzarrire e poi l'elmetto del ragazzo, che arriva quella sera alle stalle con il collare ortopedico. Per vendicarsi di Niedermeyer e del trattamento dato a Sogliola, D-Day, Bluto e Sogliola prendono Trooper e lo portano nell'ufficio di Wormer per "farlo fuori" usando una pistola: Sogliola non ha il coraggio di uccidere l'animale e spara così il colpo in aria; la pistola, in realtà, era a salve, ma lo spavento dato dallo scoppio causa un infarto nel povero cavallo, che stramazza nello studio del direttore mentre i tre, impauriti, scappano via.
Il giorno dopo, Wormer incontra il sindaco della città, Carmine DePasto, per chiedergli di far passare la parata cittadina dell'Università e quest'ultimo accetta a patto che il direttore tenga a bada le confraternite per la parata, in particolare i Delta. Un altro piccolo incidente tra gli Omega e i Delta si ha nella caffetteria della scuola: mentre Bluto è intento a prendere qualsiasi cosa da mangiare, Otter prova a flirtare con Mandy ma senza successo. Bluto, quindi, si unisce al tavolo di Otter, al quale sono già giunti Marmalad, Chip e Babs. I tre degli Omega insultano Bluto e le sue pessime maniere a tavola, allora Bluto comincia una piccola bagarre facendo scappare via i Delta e dando via ad una battaglia del cibo.
Al fine da sabotare i Delta, Chip e Niedermeyer mettono delle risposte fasulle ad un test di psicologia facendo in modo che poi Bluto e D-Day le rubino dalla spazzatura con il risultato che tutti i Delta, persino Pinto e Sogliola, vanno talmente male che Wormer è contento e li avverte che se dovesse succedere un altro incidente, la loro confraternita sarà sciolta e tutti loro saranno espulsi dall'università.
Avendo capito che l'intero avvertimento è solo una scusa per tenerli buoni prima di espellerli per un altro motivo, Boon e Otter decidono di organizzare un Toga party per tirarsi su di morale. I due, assistiti da Pinto e Sogliola, vanno al supermercato locale per rubarvi cibo. Nascondendo della carne nel suo maglione, Pinto incontra una giovane ragazza Clorette lavora lì come cassiera e che, facendo finta di niente, lo fa passare ottenendo un invito per il Toga Party. Ad Otter, invece, va ancora meglio: lì, incontra Marion Wormer, la moglie del rettore, che, stanca ed annoiata per la sua vita matrimoniale alquanto inesistente, decide di accettare l'invito di Otter per la festa. Il Toga Party dei Delta si rivela un successo, anche grazie alla presenza del gruppo di Otis Day and the Knights; Marion e Otter fanno l'amore nella stanza di Otter, mentre Pinto prova ad andare a letto con Clorette, ma senza successo dato che lei si addormenta per il troppo bere e lui decide di non approfittarne. La riporta quindi a casa, in un carrello della spesa, scoprendo che ella è in realtà la figlia del sindaco.
Indignato per la scappatella della moglie e minacciato di danni dal sindaco, Wormer organizza un processo farsa ai danni dei Delta ottenendo così, anche grazie agli Omega, la revoca dello statuto dei Delta come confraternita e confiscando i loro beni; prendendo ancora una volta con filosofia la situazione, Otter, Pinto, Sogliola e Boon partono, carichi di birra, per un viaggio in strada sulla macchina del fratello di Sogliola, Fred. Durante il loro viaggio, visitano un college femminile nell'Indiana, l'Emily Dickinson College, dove Otter con un alquanto spregevole quanto esilarante inganno riesce a rimediare, per la serata, una ragazza per sé e per tutta la combriccola. Arrivati in un bar roadhouse, trovano i Knights che si stanno esibendo, ma non si accorgono che il bar è frequentato da clienti afroamericani ed è esclusivo soltanto per loro; mentre Pinto e Sogliola con i loro appuntamenti cercano di godersi la serata, due avventori li intimidiscono e i Delta scappano via a gambe levate. Tornati a casa, la macchina di Fred è pesantemente danneggiata al punto che Sogliola scoppia a piangere. Otter e Bluto tirano su di morale Sogliola inventando per Fred una scusa che hanno rubato la macchina mentre D-Day si mette a risistemarla.
Sebbene la serata sia un successo, non è così per Otter e Boon: Boon passa da Katy ma scopre che la sua fidanzata, stanca del suo atteggiamento poco presente, è andata a letto con il professor Jennings decidendo così di rompere la loro relazione amorosa. Otter, invece, viene attirato con l'inganno da Babs dicendogli che Mandy lo aspettava in un motel, ma una volta lì scopre l'inganno: lì ci sono Niedermeyer, Marmalard, Chip e altri due Omega che lo pestano a sangue. In realtà, l'intera situazione era un'invenzione di Babs, in modo che Marmalad lasciasse Mandy.
Sebbene Pinto sia il primo della classe per i Delta per i suoi buoni voti, ciò non basta per mantenere in piedi la confraternita e Wormer, tutto contento, li espelle dall'Università avvisando la leva militare che sono pronti per la carriera e revocando i loro rinvii per lo studio.
Affranti e amareggiati, i Delta tornano nella loro casa vuota e Bluto, in un impeto di rabbia, esorta i Delta a mettere in piedi un piano per vendicarsi di Wormer, dell'università e di tutto il college che li ha sempre guardati con disprezzo, sabotando la parata annuale in città. Prima del grande giorno, Larry riesce ad andare a letto con Clorette sul campo da football dell'università nonostante lei gli rivela che ha soltanto 13 anni.
Arriva il grande giorno della parata, con Wormer, la moglie e il sindaco in prima fila: tutto sembra andare liscio come l'olio, con il passaggio dei vari carri delle confraternite mentre Marmalard sta di fianco a Wormer e Niedermeyer e i suoi uomini controllano che tutto vada liscio. Ad un tratto, al segnale di Hoover, i Delta iniziano il loro sabotaggio: uno dei loro membri di nome Stork prende il bastone della banda musicale della scuola e accompagna la banda in un vicolo cieco, abbandonandoli lì. Poi Hoover, con un catenaccio agganciato ad un palo della luce, sabota uno dei carri attaccandogli la catena e distruggendo il carro. Ciò scatena il panico in città anche grazie all'arrivo di un carro a forma di torta con su scritto nella fiancata "Mangiami" che, ad uno ad uno, colpisce i vari carri delle altre confraternite; Niedermeyer e i suoi partono alla carica per fermarli ma Sogliola lancia sulla strada delle biglie facendoli cadere miseramente.
Il carro-torta, guidato da D-Day, tampona il carro sul quale stanno Babs e Mandy mandandolo fuori strada, con quest'ultima che prova a tirare su l'amica ma le toglie i vestiti lasciandola in mutande; è il caos più totale! Alcuni dei Delta guidati da Boon lanciano dei fumogeni, mentre DePasto cerca di strangolare Wormer per il casino combinato e, con il taglio della fune, il carro-torta rivela al suo interno un autoblindata (o "Deathmobile") realizzata dai Delta. Ad un tratto, esce fuori Bluto vestito da pirata mentre dà addosso ai ragazzi di Niedermeyer, per poi rifugiarsi sul tetto di un negozio, e la macchina, con sopra il cofano, la testa della statua del fondatore dell'università Emil Faber, si scaglia contro la struttura in legno degli spalti della tribuna d'onore facendo cadere a terra i presenti, incluso il sindaco e sua moglie, Wormer e signora e Marmalard.
Mentre l'Omega Chip cerca di mantenere la situazione sotto controllo, è il caos più totale in città e si scopre il destino di alcuni dei protagonisti con i Delta che saranno vittoriosi sugli Omega a livello professionale: Robert Hoover, presidente dei Delta, si laureerà nel 1963 diventando difensore pubblico a Baltimora, nel Maryland; Larry "Pinto" Kroger si laureerà nel 1966 diventando editore e direttore del National Lampoon's Magazine. Greg Marmalard, picchiato da Otter come vendetta per l'aggressione, si laureerà nel 1963 lavorando come assistente di Nixon alla Casa Bianca venendo poi coinvolto nello scandalo del Watergate e stuprato in prigione nel 1974; Eric "Otter" Stratton si laureerà nel 1963 diventando ginecologo a Beverly Hills in California. Douglas Niedermeyer si laureerà nel 1963 entrando nelle Forze Armate statunitensi ma verrà ucciso durante la Guerra del Vietnam dalle sue stesse truppe; Kent "Sogliola" Dorfman si laureerà nel 1966 diventando un medico ed allenatore della pratica del Sensitivity Training a Cleveland. Daniel "D-Day" Simpson Day, dopo aver rubato una macchina della polizia, si laurea nel 1963 ma nessuno sa che fine abbia fatto. Dopo essersi riuniti e laureati nel 1963, Boon e Katy si sposano nel 1964 per poi divorziare nel 1969, non viene reso noto però che professioni svolgano; Barbara "Babs" Jensen si laureerà nel 1963 diventando una guida turistica agli Universal Studios ad Hollywood. Bluto che, grazie ad uno striscione, rapisce Mandy prendendo anche una macchina della parata diventerà senatore degli Stati Uniti; i due si sposeranno e andranno vivere a Washington D.C.

## Produzione
La sceneggiatura originale scritta da Harold Ramis e Douglas Kenney, intitolata Laser Orgy Girls, avrebbe dovuto essere una commedia riguardante le avventure da studente liceale di Charles Manson ma il produttore Matty Simmons suggerì di ambientare la storia in un college e cambiare i toni più controversi della sceneggiatura. Lo stesso Landis pur apprezzando il progetto lo definì "troppo oltraggioso" per essere realizzato. Ramis inoltre incorporò ulteriori elementi da un soggetto chiamato Freshman Year riguardante la sua esperienza personale all'università.
Per le riprese, inizialmente era stata scelta l'Università del Missouri a Columbia, fino a quando il preside della scuola Herbert W. Schooling non lesse il copione e negò il permesso di girare. Il film venne quindi girato presso l'Università dell'Oregon a Eugene, il cui preside William Beaty Boyd accettò che il film fosse girato nel campus senza leggere la sceneggiatura. Nel 1967 aveva ricevuto la sceneggiatura di un film ma aveva negato il permesso di girare. Il film in questione era Il laureato e, vedendolo, gli piacque talmente tanto che decise non si sarebbe lasciato sfuggire un'altra opportunità. Così accettò subito le riprese di Animal House.
Gli attori della "Delta House" furono portati sul set cinque giorni prima di quelli della "Omega House", con l'intento di facilitare la complicità nel gruppo. Per la scena in cui "Bluto" (Belushi) beve un'intera bottiglia di whisky in un unico sorso, l'attore Tim Matheson (Otter) racconta: «John era stupefacente, quando si bevve il quinto "Jack Daniels" avevamo sistemato la cosa in modo tale che il whisky scorresse lateralmente alla sua bocca, attraverso un trucco ottico. Lui invece disse: "No, lo faccio io". Spalancò la sua gola e lo fece in un unico ciak. Pazzesco». Tuttavia, il regista John Landis, nel documentario relativo alla realizzazione del film, rivelò che la bevanda dentro la bottiglia era semplice tè alla pesca.
Negli anni alcune canzoni della colonna sonora sono state sostituite e le tracce originali non sono più reperibili.

## Distribuzione
Il film è uscito il 28 luglio 1978 nelle sale statunitensi, in Italia il 26 ottobre dello stesso anno, poi il 7 ottobre 2013 è stato ridistribuito nelle sale cinematografiche.

## Colonna sonora
La colonna sonora si compone di quattordici brani.
1. Elmer Bernstein – Faber College Theme – 0:24
2. John Belushi – Louie Louie – 2:55
3. Sam Cooke – Twistin' the Night Away – 2:38
4. Bobby Lewis – Tossin' and Turnin' – 2:15
5. Lloyd Williams – Shama Lama Ding Dong – 2:55
6. Paul & Paula – Hey Paula – 2:37
7. Stephen Bishop – Animal House – 4:05
8. Intro – 0:48
9. John Belushi – Money (That's What I Want) – 2:28
10. Chris Montez – Let's Dance – 2:15
11. Stephen Bishop – Dream Girl – 4:39
12. Sam Cooke – (What a) Wonderful World – 2:06
13. Lloyd Williams – Shout – 4:23
14. Elmer Bernstein – Faber College Theme – 1:55

## Accoglienza

### Incassi
Il budget del film è di 3 milioni di dollari mentre l'incasso totale è di 141 600 000 di dollari.
Una battuta del film ("Toga! Toga!") è stata inserita nel 2005 nella lista delle cento migliori citazioni cinematografiche di tutti i tempi stilata dall'American Film Institute, nella quale figura al 82º posto.

## Sequel e spin-off
Il film ispirò una breve sit-com per la ABC, Delta House, ma solo John Vernon, Stephen Furst, Bruce McGill e James Widdoes decisero di riprendere i loro ruoli. Nella serie apparve anche Michelle Pfeiffer al suo esordio. Viene riferito che il personaggio di John "Bluto" Blutarsky è entrato nell'esercito mentre appare suo fratello "Blotto" iscritto all'università per continuare la tradizione di famiglia, interpretato da Josh Mostel. Venne chiesto a Jim Belushi di interpretare il ruolo di Blotto ma egli rifiutò. La serie ebbe una sola stagione di dodici episodi terminata il 21 aprile 1979.
Un'altra sit-com ispirata da Animal House, Co-Ed Fever, venne realizzata nello stesso anno ma senza alcun coinvolgimento dei produttori e del cast originale. Ambientato in un dormitorio femminile, l'episodio pilota di Co-Ed Fever venne trasmesso dalla CBS il 4 febbraio del 1979, ma il network cancellò la serie prima che venissero trasmessi ulteriori episodi.
Anche la NBC ebbe la propria sit-com basata su Animal House, Brothers and Sisters, in cui tre membri della confraternita Pi Nu interagiscono con membri della sorellanza Gamma Iota. Come avvenne per Delta House sulla ABC, Brothers and Sisters durò solo tre mesi concludendosi il 6 aprile del 1979 dopo dodici episodi.
I creatori del film originale intanto lavorarono ad un sequel ambientato durante la cosiddetta "Summer of Love" del 1967 in cui la confraternita Delta si ritrova a Haight-Ashbury a San Francisco per il matrimonio di Pinto. Flounder è l'unico membro della confraternita ad essere divenuto hippie, cambiando il suo nome in Pisces. Successivamente però gli sceneggiatori Chris Miller e John Weidman scrissero una sceneggiatura che la Universal rifiutò poiché il recente seguito di American Graffiti, che conteneva alcune sequenze ambientate nel 1967, non ebbe il successo sperato. Con la morte di John Belushi il progetto venne accantonato a tempo indeterminato.
Un secondo tentativo di realizzare un seguito avvenne nel 1982 quando il produttore Matty Simmons scrisse una sceneggiatura che vedeva alcuni membri dei Delta ritornare al Faber College cinque anni dopo gli eventi del primo film. Il progetto non si evolse dalla prima sceneggiatura.

## Riferimenti ad altri media
- Nell'episodio intitolato Time out del film Ai confini della realtà, diretto da John Landis, il protagonista si trova in Vietnam durante il conflitto con gli USA, imbattendosi in un gruppo di Berretti Verdi e li sente dire testualmente: "Non dovevamo ucciderlo il tenente Neidermeyer!" chiaro riferimento alla didascalia finale di Animal House nella quale appare la scritta: "Ucciso in Vietnam dai suoi stessi soldati".
- Nel film 10 cose che odio di te nella scena dove si chiede ad alcuni ragazzi se sono interessati ad uscire con la protagonista Kat Stratford (interpretata da Julia Stiles), uno di essi, in segno di rifiuto, risponde con il famoso grido di John "Bluto" Blutarsky (interpretato da John Belushi) provocato dalla visione di una polaroid di "Sogliola" nella scena di presentazione delle nuove matricole.
- Nell'episodio n. 20 ("Q-Pido") della quarta stagione di Star Trek: The Next Generation, i protagonisti della serie vengono trasportati nella foresta di Sherwood e costretti a impersonare i personaggi dell'epopea di Robin Hood. In una scena Geordi La Forge, che interpreta la parte del menestrello Alan-a-Dale, tenta maldestramente di suonare un liuto e Worf (che interpreta Will Scarlet) si avvicina, gli strappa di mano il liuto, lo distrugge sbattendolo contro un albero, quindi lo restituisce all'attonito La Forge dicendo "scusa", chiaro riferimento alla scena in cui Bluto distrugge la chitarra durante il toga-party.
- Nell'episodio n. 10 ("Spirito Goliardico") della seconda stagione della serie animata The Real Ghostbusters, gli Acchiappafantasmi si ritrovano a combattere contro degli spettri di ex alunni indisciplinati che infestano un college. Questo episodio presenta numerosi ed evidenti riferimenti al film.
- In un episodio della serie animata Simpson un riferimento al film si ha nell'episodio Il tour storico di Marge in cui Homer canta la canzone durante i titoli di coda. Inoltre nell'episodio Da Tokyo con orrore durante il viaggio in aereo compare Jim Belushi, fratello di John, con addosso una toga, un chiaro riferimento al toga party.
- Nella serie animata Futurama fu creato un intero episodio (Mars University) direttamente ispirato al film, nel quale compaiono diversi riferimenti come le confraternite, tra cui quella robotica e quella snob simile all'Omega, il rettore severo e la scena finale.
- Nell'episodio Brian lo scapolo della serie animata I Griffin il vecchio Herbert spia su una scala Chris Griffin mentre sta in bagno, con chiaro riferimento a quando “Bluto” spia Mandy.
- Nel videoclip del brano dei Twisted Sister I Wanna Rock, appaiono Stephen Furst e Mark Metcalf, rispettivamente Sogliola e Neidermeyer, che interpretano le parti di un professore di liceo (Metcalf) e del preside (Furst).
- Il film è citato nella canzone Deca Dance di J-Ax, contenuta nell'omonimo album uscito nel 2009.
- La scena della morte per infarto del cavallo di Niedermayer, in seguito ad un colpo di pistola a salve, compare nel film L'alba dei morti viventi, mentre due dei protagonisti (Sarah Polley e Jake Weser) guardano il film in televisione.